# Claudia Abate Ortiz
Claudia Abate Ortiz (Cataluña, 7 de agosto de 1998) es una actriz española. Participó en 3 capítulos de La Riera (serie catalana de TV3), y posteriormente en la película de 2010 Copito de Nieve en la que encarna el papel de Paula, una de las protagonistas. En este filme ha trabajado con actores como Pere Ponce, Elsa Pataky y Rosa Boladeras entre otros.

## Filmografía
| Año  | Película        | Rol   | Notas |
| ---- | --------------- | ----- | ----- |
| 2010 | Copito de Nieve | Paula |       |

## Televisión
| Año  | Título   | Rol            | Notas |
| ---- | -------- | -------------- | ----- |
| 2010 | La Riera | Amiga de Berta |       |